# Again (珍納·積遜單曲)
《再一次》（英語：Again）是美國黑人女歌手珍娜·傑克森在1993年10月發行的單曲，這首單曲曾獲得告示牌單曲榜兩週冠軍，成為珍娜·傑克森第7首美國冠軍單曲。《再一次》亦分別獲得金球獎和奧斯卡獎「最佳原創歌曲」的提名。

## 歌曲介紹

### 收錄專輯
〈再一次〉是珍娜·傑克森第五張錄音室專輯《珍娜》（英語：janet.）所發行的第三首單曲，前兩首推出的單曲為〈愛就是這樣〉（8週冠軍）和〈如果〉（第4名）。

### 單曲簡介
珍娜·傑克森自1991年和維京唱片簽約之後，並未馬上著手製作新專輯，她先拍攝自己首部主演的電影《馬路羅曼史》（Poetic Justice），〈再一次〉即是這部電影的主題曲。珍娜·傑克森本人也參與〈再一次〉的創作與製作，這首旋律好聽的抒情歌曲以鋼琴為主伴奏，整首歌並沒有太多的人工合聲和樂器伴奏聲，充分展現出珍娜·傑克森對慢歌的詮釋功力。

### 商業成績
〈再一次〉於1993年10月23日進入流行單曲榜，首週成績為第15名，此紀錄僅次於〈愛就是這樣〉的第14名，在經過近兩個月後，〈再一次〉終於在1993年12月11日登上冠軍寶座並蟬連兩週，成為珍娜·傑克森第7首美國冠軍單曲。珍娜·傑克森在單曲榜內停留最久的歌曲是1997年的〈再度重逢〉，這首歌曲在榜共46週，〈再一次〉待在榜上的時間為23週，但它在Top 10內卻停留了15週，勝過〈再度重逢〉的14週，因此〈再一次〉也成為珍娜·傑克森在Top 10停留最久的歌曲。〈再一次〉單曲銷售在美國地區逾百萬張成為白金單曲，這首冠軍單曲更連續兩年進入告示牌年終單曲榜中，1993年為第74名，1994年為第12名。
〈再一次〉在英國單曲榜最高成績為第6名。

### 獎項紀錄
作為電影《馬路羅曼史》（Poetic Justice）的主題曲，〈再一次〉入圍了一項金球獎最佳原創歌曲，以及一項奧斯卡最佳原創歌曲獎。